# Antoni Rewera
Antonio Rewera (Samborzec, 6 gennaio 1869 – Dachau, 1º ottobre 1942) è stato un presbitero polacco.

## Biografia
Antonio Rewera nacque a Samborzec, nei pressi di Swiętokrzyskie in Polonia, il 6 gennaio 1869. Divenne sacerdote della diocesi di Sandomierz nel 2 luglio 1893. Fu professore di teologia presso il seminario diocesano di Sandomierz; fondò la congregazione delle Figlie di San Francesco Serafico.
Arrestato dalla Gestapo il 16 marzo 1942, fu deportato a Dachau in Baviera, dove morì a causa dei maltrattamenti subiti il 1º ottobre di quello stesso anno. L’unica sua colpa consisteva nell’aver dato testimonianza della sua fede in Cristo.

## Il culto
È uno dei 108 martiri polacchi beatificati da papa Giovanni Paolo II il 13 giugno 1999. Il suo elogio si legge nel Martirologio romano al 1º ottobre nell’anniversario del martirio.